# Leopold von Kleist (Oberst, 1872)
Leopold von Kleist (* 29. März 1872 in Winzig; † 14. Januar 1946 auf Schloss Sandfort) war ein preußischer Offizier und enger Mitarbeiter Kaiser Wilhelm II.

## Herkunft
Leopold Emmerich von Kleist entstammte dem Zweig Zützen der I. Linie (Tychow-Dubberow) des seit 1263 mit dem Ritter Conrad Cleist urkundlich erstmals erwähnten Geschlechts Kleist aus pommerschem Uradel. Der Zweig Zützen war seit dem 20. Oktober 1840 gräflich (Primogenitur und an den Besitz des Fideikommiss Zützen mit Gersdorf, Kreis Luckau, Niederlausitz geknüpft). Da er als dritte Sohn des preußischen Obersten Oskar von Kleist (1832–1889) und der Elfriede von Beöczy (1840–1913) diese Bedingung nicht erfüllte, stand ihm der Grafentitel nicht zu.

## Leben
Kleist absolvierte das Kadettenkorps und wurde am 24. März 1890 als Sekondeleutnant dem 2. Garde-Feldartillerie-Regiment der Preußischen Armee überwiesen. Hier stieg er zum Premierleutnant auf und war ab 1896 als Lehrer an der Feldartillerie-Schießschule in Jüterbog tätig. Unter Beförderung zum Hauptmann wurde Kleist als Batteriechef am 8. Oktober 1898 in das 1. Großherzoglich Hessische Feldartillerie-Regiment Nr. 25 versetzt. 1901 kehrte er dann in gleicher Funktion zu seinem Stammregiment zurück, bis Kleist am 14. April 1907 zum Stab des 4. Garde-Feldartillerie-Regiment versetzt wurde. In dieser Stellung wurde ihm am 27. Januar 1910 der Charakter als Major verliehen. Das Patent zu diesem Dienstgrad erhielt er am 20. Dezember 1910. Am 20. März 1911 folgte seine erneute Versetzung in das 2. Garde-Feldartillerie-Regiment.
Er stieg zum Oberst auf und fungierte als Flügeladjutant von Kaiser Wilhelm II. Mit dieser hofbezogenen Stellung gehörte Kleist zur unmittelbaren Entourage des Monarchen, der ihn schätzte und förderte. 1926 machte er ihn zum Leiter der Generalverwaltung des vormals regierenden preußischen Königshauses und Generalbevollmächtigten, eine dem ehemaligen Minister des Königlichen Hauses entsprechende Stellung. Dieses Amt hatte er bis 1932 inne.
In dieser besonderen Vertrauensstellung wurde er durch Wilhelm II. mit dem Königlichen Hausorden von Hohenzollen mit Schwertern ausgezeichnet. Darüber hinaus war er Ehrenritter des Johanniterordens. Außerdem war er Gutsherr auf Haltauf im Kreis Wohlau in Schlesien sowie vorab auf Gebersdorf bei Dahme/Mark. 
Seit dem 24. September 1898 war er mit Luise Gräfin von der Schulenburg (1879–1966), der Tochter des Mitgliedes des Preußischen Herrenhauses Werner von der Schulenburg-Burgscheidungen verheiratet. Aus der Ehe gingen folgende Kinder hervor:
- Eva Eleonore (* 1911), Ärztin
- Karl Wilhelm (1914–1994) ⚭ 1947 Elisabeth von Schickfuß und Neudorff (* 1925)
- Marie-Luise (* 1917)
- Anna (* 1919)